# Astro Jets

Astro Jets était une attraction de Disneyland en Californie basée sur le principe de fusée. Elle était située au lieu de l'actuelle station de monorail. Elle fut renommée Tomorrowland Jets après un conflit de partenariat. Ensuite l'attraction fut détruite et reconstruite plus loin sur la plateforme du PeopleMover, mais sous le nom de Rocket Jets.

## Les attractions

### Disneyland
Astro Jets est la première version pour Disney d'un manège de fusées tournoyantes. Elle ouvrit en 1956 et était située entre le lagon des Submarine Voyage et l'attraction Flight to the Moon. Entre son ouverture et sa fermeture l'attraction changea de nom en Tomorrowland Jets car United Airlines et American Airlines se livrèrent une bataille de partenariat au sujet de l'attraction.

En 1966, l'attraction ferma et fut détruite pour construire la voie du PeopleMover. Le concept de manège fut en partie conservé et donna naissance en août 1964 aux Rocket Jets. L'espace libéré a permis de construire un restaurant qui se nomme actuellement Tomorrowland Terrace.
- Ouverture : 24 mars 1956[2]
- Fermeture : 5 septembre 1966[2]
- Nom : Tomorrowland Jets
- Conception : WED Enterprises
- Thème des véhicules : Fusée Saturn V
- Ticket requis : "D"
- Type d'attraction : Manège de fusée
- Situation : 33° 48′ 44″ N, 117° 55′ 02″ O
- Attractions suivantes :
  - Tomorrowland Terrace (un restaurant sur le même emplacement)
  - Rocket Jets août 1967 - 1997 (même type d'attraction mais autre emplacement)
  - Astro Orbitor 1998 (même type d'attraction mais encore un autre emplacement)
  - Observatron 1998 (sur le même emplacement qu'Astro Orbitor)